# أكمل (مغني)
أكمل عبد العظيم رسلان (1985 -) هو مغني وملحن مصري.

## حياته
ولد في حي جنوب الجيزة سنة 1985، ويعود أصوله لاحد قري محافظة الشرقية.

## مسيرته
- استثمر جميع أمواله في استئجار وحدة بمدينة السادس من أكتوبر من أحد المكاتب وتحويلها لمكان ترفيهي تحت مسمى بيت الرعب، الا ان فشل المشروع مبكرا، و اتهام أكمل أصحاب مطعم قصر الكبابجي ورجل الأعمال أحمد الحداد زوج الفنانة هاجر أحمد وآخرين بالتعدي عليه وتحطيم مدينة الرعب الخاصة به في أحد المولات التجارية بمنطقة الشيخ زايد، تعرضه للسرقة وإتلاف المشروع الخاص به.[3]
- عمل مع شركة صوت الدلتا الا أن الاخيرة تخليت عنه بعد التعاقد مع المغني محمد حماقي.[4]
- غاب أكثر من 5 سنوات عن الساحة نتيحة الدعاوي القضاية ضده وخسارة كل أمواله الا انه عاد سنة 2023 بصدور ألبوم جديد له.[4]

## البوماته
- ألبوم سايب علامةـ وضم 12 أغنية سنة 2016[5]
- ألبومه الثبات الانفعالى سنة 2023 وضم 8 أغانٍ.[6][7]

## سرقة أغانيه وألحانه
- اتهم أكمل رسلان عددا من النجوم بسرقة ألحان أغانيه[8]، منهم شيرين عبد الوهاب في أغنية (على بالي) وتشبه (مش بعيد) وأغنية رامي صبري قادر أكمل مسروقة من بعد الحب ده كله يا غالي وهي تشبه نفس اللحن.[9][9]

## حبسه
حكمت محكمة الدقي، بالحبس 3 سنوات وبكفالة 3 آلاف جنيه، في اتهامه بإصدار شيك بدون رصيد، في القضية التى تحمل رقم 20332 لسنة 2014، الأ انه قبول الاستئناف المقدم منه على حكم حبسه، وقضت بإلغاء الحكم الصادر ضده بانقضاء الدعوى الجنائية صلحا.